# جاك إيمز
جاك إيمز (بالإنجليزية: Jack Eames)‏ هو لاعب كرة قدم أسترالية أسترالي، ولد في 22 ديسمبر 1922 في ألبوري في أستراليا، وتوفي في 16 يناير 2017.

## وصلات خارجية
- جاك إيمز على موقع AustralianFootball.com (الإنجليزية)
- جاك إيمز على موقع AFLtables.com (الإنجليزية)